# 나짐 압두
나짐 압두(프랑스어: Nadjim Abdou, 1984년 7월 13일 ~ )는 코모로의 전 축구 선수로 현역 시절 포지션은 수비형 미드필더였으며 과거 코모로 대표팀의 주장으로도 활약하기도 했다.

## 클럽 경력
2002년 연고팀인 FC 마르티그에서 데뷔한 후 2003-04 시즌을 앞두고 스당 아르덴으로 이적하여 리그 80경기 2골을 기록하며 팀의 2005-06 리그 2 준우승 및 차기 시즌 리그앙 승격에 기여했다.
그 후 EFL 챔피언십의 플리머스 아가일로 트레이드되어 33경기 2골을 기록한 뒤 2008-09 시즌부터 2016-17 시즌까지 밀월 FC 소속으로 공식전 342경기 9골을 기록하며 2번의 EFL 챔피언십 승격과 2012-13 잉글랜드 FA컵 4강 돌풍을 주도했다.
2016-17 시즌이 끝난 후 AFC 윔블던으로 이적하여 2017-18 시즌에서 39경기 2골을 기록했고 2018-19 시즌을 앞두고 FC 마르티그로의 이적을 통해 15년만에 친정팀으로 복귀하여 2021-22 시즌까지 61경기 3골을 기록한 후 2021-22 시즌을 끝으로 20년간의 현역 선수 생활에 마침표를 찍었다.

## 국가대표팀 경력
2010년 10월 9일 모잠비크와의 2012년 아프리카 네이션스컵 예선 C조 2차전에서 코모로 국가대표팀 소속으로 국제 A매치 데뷔전을 치른 후 2021년 아프리카 네이션스컵 본선에 참가하여 코모로의 사상 첫 메이저 대회 16강 진출이라는 새 역사에 기여했다.

## 수상

### 클럽
CS 스당
- 리그 2 : 준우승 (2005-06)

 밀월 FC
- EFL 리그 원 플레이오프 : 우승 (2009-10, 2016-17)
- 잉글랜드 FA컵 : 4강 (2012-13)